# Moss Side
Moss Side est un quartier de Manchester, dans le Grand Manchester, en Angleterre. Il se situe à 3,1 km au sud du centre ville de Manchester et a une population de 17 537 habitants. Elle est entourée par Hulme, Rusholme, Fallowfield, et Old Trafford, respectivement au nord, à l'est, au sud et à l'ouest.
Moss Side accueille de nombreux immigrants et une large minorité ethnique, résultant de plusieurs vagues d'immigration.
On trouve à Moss Side et ses alentours les jardins publics de Whitworth Park et Alexandra Park. Entre 1923 et 2003, Moss Side abritait le stade de Manchester City FC à Maine Road. Il y a deux brasseries à Moss Side. La Royal Brewery brasse la Kestrel, la McEwan's et la Harp, mais est maintenant gérée par Scottish and Newcastle pour la production de la Foster's Lager. Hydes Brewery brasse des bières traditionnelles comme la Hydes' Bitter et la Boddingtons en fût, depuis la fermeture de la Strangeways Brewery en 2005.